# Стефан, Мартин
Мартин Стефан (англ. Martin Stephan) — лютеранский пастор, организатор саксонской эмиграции в Америку в начале XIX веке. C 1838 года по 1839 год — епископ этих приходов (впоследствии объединившихся в Лютеранскую Церковь — Миссурийский синод).

## Биография
Мартин Стефан родился 13 августа 1777 в Штрамберге, Моравия, и имел австрийских, немецких и чешских предков. Получив образование в гимназии Святой Елизаветы в Бреслау, затем обучался в 1804—1809 годах в Университете Галле и университете Лейпцига
В 1809 году ординирован в пасторы и начал свою деятельность в Богемии. В 1810 году призван в приход Святого Иоанна в Дрездене, состоявший из потомков чешских беженцев. Здесь Стефан служил около 30 лет, проповедуя на чешском и немецком языках. Стефан вступил в конфликт с местными церковными властями, во-первых, из-за того, что осуждал репрессивную политику правительственной Церкви Саксонии, во-вторых, так как придерживался более консервативных взглядов, чем другие пасторы.
В 1824 году Мартин Стефан начал планировать переезд в Северную Америку, чтобы возможность свободно исповедовать свою веру. Он и ещё десять человек создали «Gesellschaft» или Общество эмиграции из Дрездена в Сент-Луис, штат Миссури. В итоге создалась группа из 700 человек, которая зафрахтовала пять судов для переезда в Америку в ноябре 1838 года. Когда корабли прибыли в порт Нового Орлеана, Мартин Стефан был избран епископом этого небольшого общества.
Через два месяца саксонские иммигранты приобрели землю в Перри Каунти, штат Миссури, в месте слияния рек Бразос и Миссисипи. Здесь они построили свои поселения. Однако жизнь сообщества была нарушена, когда Мартин был обвинен в сексуальных домогательствах. Пасторы Г. Лёбер и Карл Вальтер стали неформальными лидерами движения за снятие Мартина с его должности.
30 мая 1839 года епископ Мартин Стефан был низложен и отлучен от сообщества по обвинению в сексуальных домогательствах и хищениях. Он был вынужден бежать в Иллинойс. Хотя женщины, которые изначально обвиняли Стефана в сексуальных домогательствах, позже отказались от своих претензий, бывший епископ никогда не был восстановлен в своей должности.
Стефан продолжал проводить богослужения в здании суда графства Каскаския каждые две недели. Помимо этого он обучал немецкому языки и был приглашённым проповедником в других протестантских церквях, пока не был призван занять места пастора в лютеранскую церковь Святой Троицы в Хорс Прейри, сельской церкви в нескольких милях к востоку от Ред-Бад, штат Иллинойс. Мартин был пастором там в течение четырех месяцев до своей смерти 21 февраля 1846 года.